# Everton (Misuri)
Everton es una ciudad ubicada en el condado de Dade en el estado estadounidense de Misuri. En el Censo de 2010 tenía una población de 319 habitantes y una densidad poblacional de 357 personas por km².

## Geografía
Everton se encuentra ubicada en las coordenadas 37°20′35″N 93°42′10″O / 37.34306, -93.70278. Según la Oficina del Censo de los Estados Unidos, Everton tiene una superficie total de 0.89 km², de la cual 0.89 km² corresponden a tierra firme y (0%) 0 km² es agua.

## Demografía
Según el censo de 2010, había 319 personas residiendo en Everton. La densidad de población era de 357 hab./km². De los 319 habitantes, Everton estaba compuesto por el 94.67% blancos, el 0.94% eran afroamericanos, el 1.57% eran amerindios, el 0% eran asiáticos, el 0% eran isleños del Pacífico, el 0% eran de otras razas y el 2.82% pertenecían a dos o más razas. Del total de la población el 1.57% eran hispanos o latinos de cualquier raza.